# Університет «Львівський Ставропігіон»
Університет «Львівський Ставропігіон» — університет у Львові у 1999—2008 роках.

## Діяльність
До складу Університету «Львівський Ставропігіон» входили: Львівське "Видавництво "Ставропігіон"; центри: комп'ютерних технологій та дистанційного навчання, освітньо-інформаційний центр «Європейська перспектива», центр глибинної психології, центр прикладної психології імені проф. Я. Цурковского та науково-практичний центр валеопсихології; Ставропігійський інститут при університеті та інші наукові лабораторії.
На черговому засіданні 4 листопада 2008 року Державна акредитаційна комісія під головуванням голови ДАК, міністра освіти і науки Івана Вакарчука анулювала ліцензію Університету «Львівський Ставропігіон» у формі товариства з обмеженою відповідальністю (Львів) за грубі порушення законодавства про освіту та ліцензійних умов надання освітніх послуг.

## Ректори

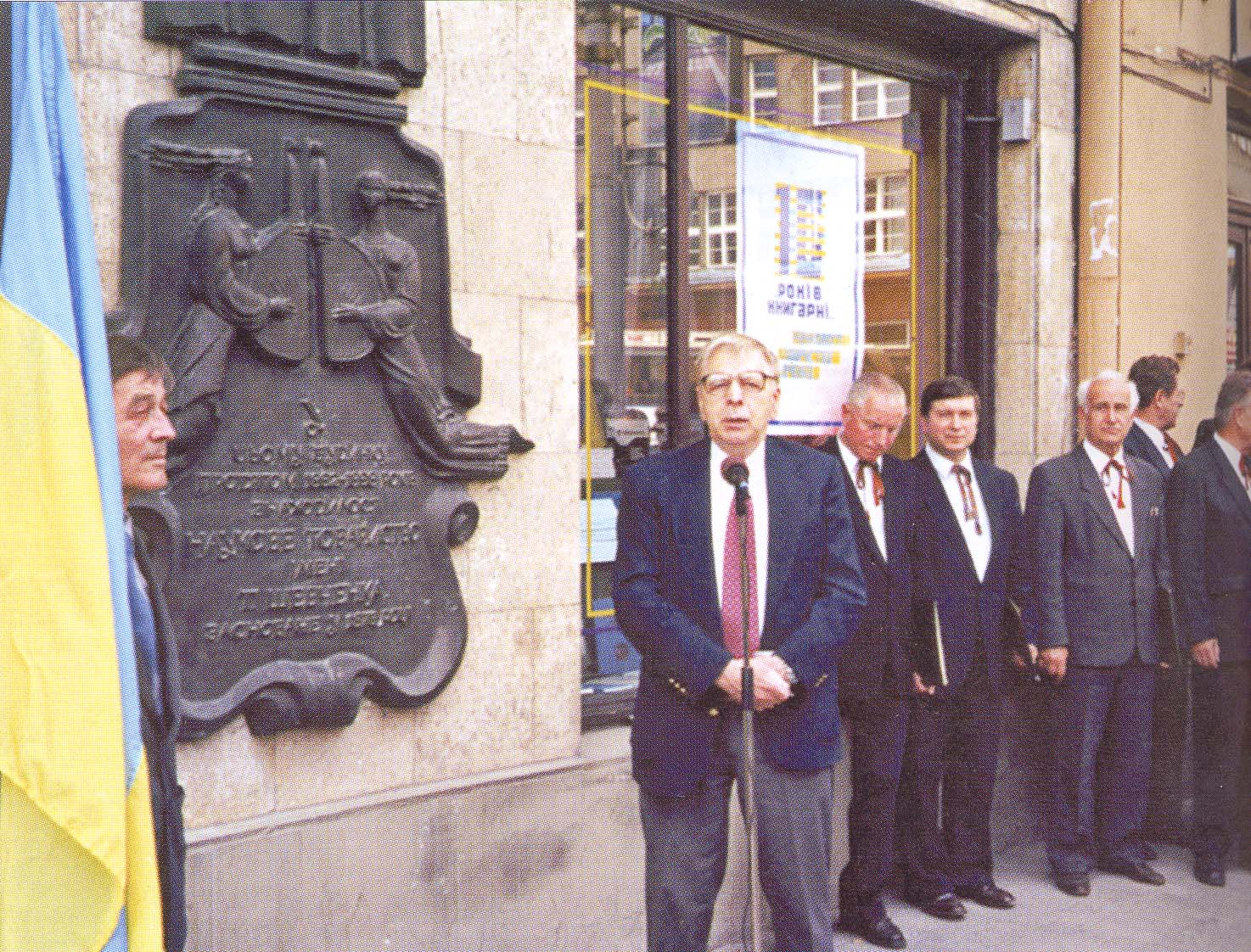
Виступ Олега Романів Олег у Львові (2001)

- Мокрик Роман Іванович — професор, перший ректор університету «Львівський Ставропігіон».
- Кміт Ярослав Михайлович — доктор філософії, директор приватного університету «Львівський Ставропігіон».